# Iwanino (obwód kurski)
Iwanino (ros. Иванино) – osiedle typu miejskiego w Rosji, w rejonie kurczatowskim obwodu kurskiego.
Miejscowość ma status jednostki administracyjnej rejonu (osiedla miejskiego).

## Geografia
Osiedle położone jest przy autostradzie P199 (Kursk – Lgow – granica z Ukrainą w Głuchowie), w pobliżu stacji kolejowej Łukaszewka (na linii Kursk – Lgow).

## Historia
Miejscowość w roku 1785 przedstawiana była jako wieś Wanino i osada Wanina. W 1862 roku występuje jako osada Iwanina nad rzeką Rieut, należąca do ujezdu lgowskiego. Ze stacji kolejowej Łukaszewka, wybudowanej w latach 1866-1868 wysyłano głównie zboże. Róenolegle zbudową stacji na rzece Rieut powstała zapora i przepompownia do dostarczania wody lokomotywom. W 1900 roku otwarto we wsi szkołę publiczną, w której nauka trwała cztery lata.
Miejscowość uzyskała status osiedla typu miejskiego w 1981 roku.

## Demografia
W 2020 roku osiedle liczyło sobie 2552 mieszkańców (jako jednostka administracyjna (osiedle miejskie) na powierzchni 10,21 km² – 2697).